# 金·利特尔
金·利特尔，MBE（英語：Kim Little，1990年6月29日—），英国女子足球运动员。她曾代表苏格兰参加2019年国际足联女子世界杯。她也曾参加2012年和2020年夏季奥林匹克运动会。